# Hiệp hội Quan chức Giao thông và Xa lộ Tiểu bang Mỹ
Hiệp hội Quan chức Giao thông và Xa lộ Tiểu bang Mỹ (tiếng Anh: American Association of State Highway and Transportation Officials hay viết tắt là AASHTO) là một cơ chế ấn định tiêu chuẩn với sứ mệnh đặt ra chi tiết, quy định thử nghiệm và hướng dẫn được dùng trong việc thiết kế và xây dựng xa lộ khắp Hoa Kỳ. Ngoài cái tên có mang chữ "xa lộ", hiệp hội này không chỉ lo về các xa lộ mà còn có đường hàng không, đường sắt, đường thủy và giao thông công cộng nữa.
Thành viên có quyền biểu quyết của AASHTO gồm có bộ giao thông của mỗi tiểu bang tại Hoa Kỳ cũng như bộ giao thông của Puerto Rico và Đặc khu Columbia. Bộ Giao thông Hoa Kỳ, một số thành phố Mỹ, các cơ quan điều hành đường thu phí và các quận, đa số các tỉnh của Canada cũng như Bộ Xa lộ Hong Kong, Bộ Công chính & Định cư Thổ Nhĩ Kỳ và Hiệp hội Quan chức Giao thông & Công lộ Nigeria là các thành viên không quyền biểu quyết.

## Mục đích
Hiệp hội Quan chức Xa lộ Tiểu bang Mỹ (AASHO) được thành lập ngày 12 tháng 12 năm 1914.  Tên của nó sau đó được đổi thành Hiệp hội Quan chức Giao thông và Xa lộ Tiểu bang Mỹ vào ngày 13 tháng 11 năm 1973.  Việc đổi tên phản ánh một tầm mức rộng bao gồm tất cả các phương tiện giao thông mặc dù phần lớn các hoạt động của nó vẫn chú trọng đặc biệt vào xa lộ.
Mặc dù Hiệp hội Quan chức Giao thông và Xa lộ Tiểu bang Mỹ không phải là một cơ quan chính phủ nhưng nó có quyền lực gần như là của chính phủ vì rằng các tổ chức cung cấp thành viên, theo thông lệ, sẽ tuân thủ phần lớn các quyết định của AASHTO.